# أب شيب (هشيوار)
أب شیب (بالفارسية: آب‌شیب) هي قرية تقع في إيران في البلدة المركزية. يقدر عدد سكانها بـ 749 نسمة .